# 邓、毛、谢、古事件
邓、毛、谢、古事件是反羅明路線運動的一部分，邓小平、毛泽覃、谢维俊、古柏等四人因被認為是親毛澤東而被指控是江西罗明路线的创造者並遭到中共中央局整肅。

## 內容
1931年1月，中共六届四中全会后王明等奪取中共領導權，鄧小平對王明等人不服。鄧小平来到中央苏区擔任瑞金縣委書記後，轉而支持毛澤東。毛泽覃是毛澤東弟弟，谢维俊、古柏也都支持毛澤東。在赣南会议上，邓、毛、谢、古四人就曾為毛澤東辯護。在苏区此四人有“四大金刚”之称。
當時中共中央领导人王明等提出要夺取中心城市和交通大道，邓小平、毛澤東等则主张向農村发展苏维埃；在土地问题上，中共中央领导人認為地主不分田，富农分坏田，邓小平等则主張按人口平分，“抽多补少，抽肥补瘦”的原则分配土地；在作战上，中共中央领导人反對游擊戰，主张脱离根据地到國民黨統治區域作战，邓小平等则支持毛泽东的“诱敌深入”策略；在其他方面，中共中央领导人提出“扩大百万铁的红军”，邓小平等则认为应考虑实际情况，不宜提出过高指标等等。
1932年10月，中共蘇區中央局召開宁都会议，有人主張要攻打大城市，並與毛澤東產生分歧，最後毛澤東被撤销红一方面军总政委職務。
1933年1月，中共中央临时政治局从上海迁入瑞金，使當時的中共临时中央能直接領導中央苏区。
1933年2月，中共福建省委代理书记罗明，由于支持游擊戰爭，被中共中央局認为犯了右倾机会主义和对革命悲观失望的错误，於是中共中央局發動反羅明路線運動，羅明受到撤职处分。
尋鄔事件發生後，苏区中央局机关报《斗争》上，以反对“罗明路线”为题，批評邓小平、毛泽覃、谢维俊、古柏四人，認為他们是江西罗明路线的领袖。中央局责成江西省委发动基层干部和党员，开展对于邓、毛、谢、古进行批判。
3月12日，中共江西省委向江西苏区全党公布了有关会寻安的指示文件，指责邓小平领导的会昌中心县委在國民黨軍隊大举进攻时退却逃跑，是与罗明路线同一来源的机会主义。
3月底，在筠门岭召开了会寻安三县党的积极分子会议，由中央局代表张闻天主持会议并作了政治报告和结论。3月31日，会议通过了《会寻安三县党积极分子会议决议》。会后，邓小平被调离会昌中心县委，撤销其中心县委书记的职务，调任江西省委宣传部长。
4月，邓、毛、谢、古四人被要求作出申明和检查。不過邓、毛、谢、古拒絕認錯。4月16日至22日，中共江西省委在宁都县北七里村的赖芳汉屋召开“江西党三个月工作总结会议”，中央局成員羅邁作《为党的路线而斗争——要肃清在江西的罗明路线，粉碎反党的派别和小组织》的主题报告，声称邓、毛、谢、古是罗明路线在江西的创造者，同时是反党的派别和小组织的领袖。但邓、毛、谢、古拒不承认，並提出申辩和抗议，羅邁立刻下令江西省保卫局局长葛耀山取走4人槍械。
5月5日，江西省委通过了《江西省委对邓小平、毛泽覃、谢维俊、古柏四同志二次申明书的决议》，撤销邓小平江西省委宣传部长职务，给予党内最后严重警告处分，派到乐安县属的南村区委当巡视员；毛泽覃被撤销军内职务；谢唯俊被处分调离工作；古柏被撤销职务并给予最后严重警告处分。邓小平到乐安南村不到10天，中央局認為乐安是白区，害怕鄧小平逃跑，讓鄧小平前往宁都县城附近的一个乡接受劳动改造。

## 後續
文化大革命爆發後，鄧小平由於不滿發動文革而被打倒，但在林彪墜機身亡後，1971年8月3日，邓小平写一封长信给毛澤東, 希望恢復工作。8月14日毛澤東批示：“.....邓小平同志所犯错误是严重的。但应与刘少奇加以区别。（一）他在中央苏区是挨整的，即邓、毛、谢、古四个罪人之一，是所谓毛派的头子。整他的材料見《兩條路線》、《六大以來》兩書。出面整他的人是張聞天.......”
1989年5月31日，六四清埸前夕，邓小平同与李鹏、姚依林的谈话中专门讲到党内不能形成小圈子、小派，“我们这个党，严格地说来没有形成这一派、那一派。三十年代在江西的时候，人家说我是毛派。本来没有那回事，没有什么毛派。”